# L'avventura del signor Eastwood
L'avventura del signor Eastwood è un racconto incluso in Il mistero di lord Listerdale e altre storie, una raccolta di racconti di Agatha Christie senza nessuno dei principali personaggi che ricorrono di solito nei suoi romanzi e racconti, pubblicato per la prima volta nel Regno Unito nel 1934.

## Trama
Anthony Eastwood è uno scrittore di libri poliziesco che ultimamente non gode di molto successo. Il giovane passa le sue giornate cercando di scrivere la trama del suo nuovo racconto, Il mistero del secondo cetriolo, ma le idee scarseggiano.
La sua mente sembra trovare nuova ispirazione quando, suo malgrado, viene coinvolto in un intricato omicidio che si rivelerà, tuttavia, una banale invenzione per derubarlo di tutti i suoi averi.
Grazie però alla storia sconclusionata che i malviventi gli hanno fatto credere, Anthony ritrova la sua capacità di inventare vicende a tinta gialla.

## Edizioni
- Agatha Christie, Il mistero di Lord Listerdale e altre storie, traduzione di Grazia Griffini, collana Oscar Mondadori, Mondadori, 1982,  p. 262.